# 第47回全日本大学サッカー選手権大会
第47回全日本大学サッカー選手権大会は1998年11月14日から11月23日にかけて開催された全日本大学サッカー選手権大会である。国士舘大学が2年ぶり3回目の優勝を果たした。

## 概要
9地域の代表15校と総理大臣杯全日本大学サッカートーナメント優勝校が参加した。

### 大会日程
- 1998年11月14日 - 1回戦
- 1998年11月15日 - 準々決勝
- 1998年11月21日 - 準決勝
- 1998年11月23日 - 決勝

### 開催競技場
- 国立競技場（決勝）
- 西が丘サッカー場（準々決勝・準決勝）
- 駒場スタジアム（準々決勝）
- 駒沢競技場（1回戦）
- 江戸川区陸上競技場（1回戦）
- 秋津サッカー場（1回戦）
- 夢の島陸上競技場（1回戦）

## 出場大学
- 早稲田大学（総理大臣杯優勝・2年ぶり26回目）
- 北海道教育大学函館校（北海道代表・初[1]）
- 仙台大学（東北代表・3年連続17回目）
- 国士舘大学（関東第1代表・4年連続14回目）
- 順天堂大学（関東第2代表・3年連続12回目）
- 明治大学（関東第3代表・13年ぶり6回目）
- 中央大学（関東第4代表・7年連続21回目）
- 福井工業大学（北信越代表・2年連続5回目）
- 静岡産業大学（東海代表・初）
- 関西学院大学（関西第1代表・25年ぶり8回目）
- 阪南大学（関西第2代表・2年ぶり4回目）
- 桃山学院大学（関西第3代表・初）
- 広島経済大学（中国代表・初）
- 高知大学（四国代表・5年連続14回目）
- 福岡大学（九州代表・2年連続24回目）
- 福岡教育大学（九州代表・2年連続2回目）

## 試合日程・結果

### 1回戦
| 1998年11月14日 |

| 国士舘大学                   | 5 - 0 | 北海道教育大学函館校 |
| 吉村 · 富永 · 山根 · 植田2 , |       |                      |

| 駒沢競技場 |

| 1998年11月14日 |

| 福井工業大学 | 1 - 5 | 高知大学       |
| 井伊谷       |       | 野村4 , · 片山 |

| 駒沢競技場 |

| 1998年11月14日 |

| 関西学院大学       | 3 - 2 | 福岡教育大学 |
| 石割 · 平櫛 · 青野 |       | 森田 · 有村  |

| 江戸川区陸上競技場 |

| 1998年11月14日 |

| 静岡産業大学 | 1 - 3 | 明治大学       |
| 仁歩         |       | 宮沢 · 牛鼻2 , |

| 江戸川区陸上競技場 |

| 1998年11月14日 |

| 福岡大学 | 1 - 1 延長 (PK 4-2) | 早稲田大学 |
| 菊池     |                     | 横山       |

| 秋津サッカー場 |

| 1998年11月14日 |

| 阪南大学         | 3 - 1 | 中央大学 |
| 金川 · 佐藤 · 東 |       | 西川     |

| 秋津サッカー場 |

| 1998年11月14日 |

| 仙台大学 | 2 - 1 | 広島経済大学 |
| 大熊2 ,  |       | 蒲地         |

| 夢の島陸上競技場 |

| 1998年11月14日 |

| 桃山学院大学 | 1 - 1 延長 (PK 4-2) | 順天堂大学 |
| 田村         |                     | 山口       |

| 夢の島陸上競技場 |

### 準々決勝
| 1998年11月15日 |

| 国士舘大学                      | 6 - 1 | 高知大学 |
| 鈴木 · 富永2 , · 熱田2 , · 鏑木 |       | 小林     |

| 西が丘サッカー場 |

| 1998年11月15日 |

| 関西学院大学 | 0 - 5 | 明治大学                       |
|              |       | 合田 · 長谷川2 , · 宮沢 · 甲斐 |

| 西が丘サッカー場 |

| 1998年11月15日 |

| 福岡大学 | 1 - 0 | 阪南大学 |
| 畑       |       |          |

| 駒沢競技場 |

| 1998年11月15日 |

| 仙台大学 | 1 - 0 | 桃山学院大学 |
| 岡本     |       |              |

| 駒沢競技場 |

### 準決勝
| 1998年11月21日 |

| 国士舘大学                | 2 - 1 | 明治大学 |
| 富永 前41分 · 金沢 後20分 |       | 合田     |

| 西が丘サッカー場 |

| 1998年11月21日 |

| 福岡大学           | 2 - 0 | 仙台大学 |
| 沖本 前19分 · 牧野 |       |          |

| 西が丘サッカー場 |

### 決勝
| 1998年11月23日 |

| 国士舘大学                | 2 - 1 | 福岡大学           |
| 富永 後23分 · 熱田 後32分 |       | 牧野 後15分 (pen.) |

| 国立競技場 |

## 最終結果
| 第47回全日本大学サッカー選手権大会 優勝チーム |
| --------------------------------------------- |
| 国士舘大学 2年ぶり3回目                       |

### 表彰

#### 最優秀選手賞
- 富永英明（国士舘大学）

#### 優秀選手賞
- ベストGK: 高木義成（国士舘大学）
- ベストDF: 竹谷（国士舘大学）
- ベストMF: 鈴木勝大（国士舘大学）
- ベストFW: 牧野（福岡大学）

## 主な出場選手
- 高木義成（国士舘大学）
- 熱田眞（国士舘大学）
- 金沢浄（国士舘大学）
- 山根伸泉（国士舘大学）
- 鏑木享（国士舘大学）
- 富永英明（国士舘大学）
- 迫井深也（順天堂大学）
- 早川知伸（順天堂大学）
- 宮沢克行（明治大学）
- 梅田直哉（明治大学）
- 阿江孝一（中央大学）
- 影山貴志（阪南大学）
- 坪井慶介（福岡大学）
- 黒部光昭（福岡大学）